# Camponotus leonardi
Camponotus leonardi Emery, 1889 è una specie di formica appartenente alla sottofamiglia Formicinae.

## Descrizione

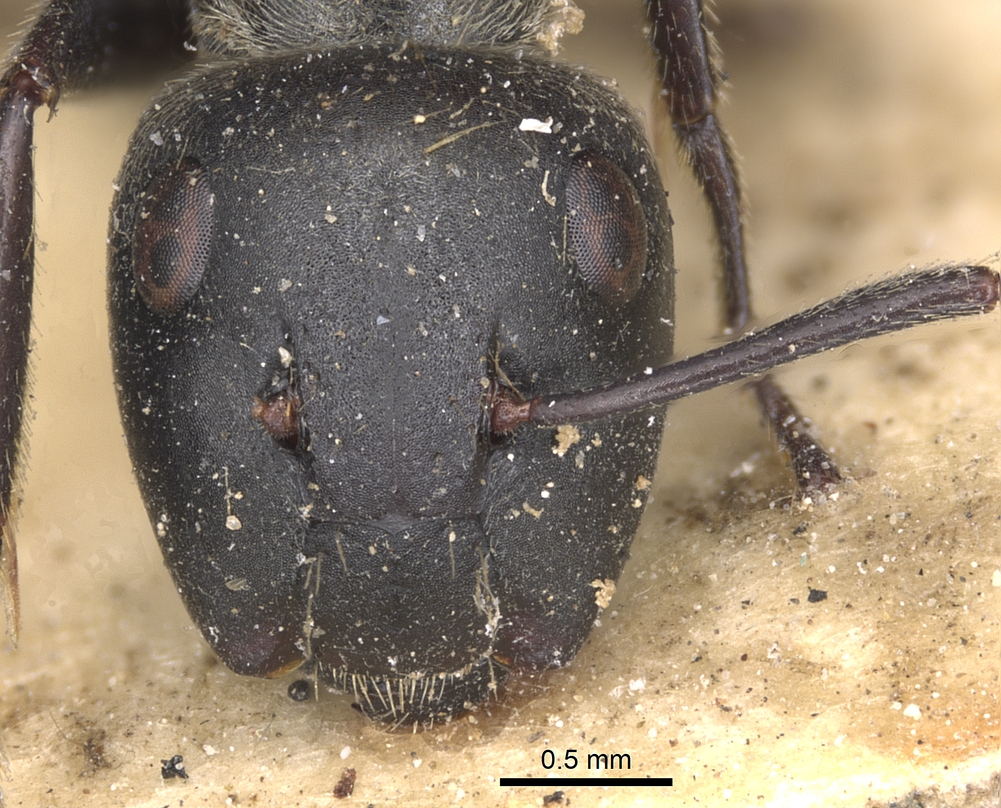

## Biologia
Fra le sue caratteristiche più particolari è opportuno citare che è la specie ospite del parassita fungino Ophiocordyceps unilateralis. Questo parassita riesce a controllare il comportamento della formica e la induce ad allontanarsi dalla colonia e scendere dalla cima degli alberi dove abitualmente vive fino a raggiungere il posto più adatto alla crescita del fungo; a quel punto la formica morde una venatura di foglia (il morso della morte) ed il fungo che si nutre della formica può svilupparsi e diffondere le proprie spore che infetteranno altre formiche.

Le formiche vengono infettate attraverso gli spiracoli per la respirazione; le spore del fungo riescono a raggiungere dei tessuti relativamente deboli e comincia a svilupparsi. Quando il fungo è pronto a produrre spore i miceli raggiungono il cervello della formica ed alterano le reazioni ai feromoni gestendo il comportamento della formica che raggiunge un microclima adatto al fungo (generalmente temperatura tra i 20° e i 30°, 25 cm dal suolo).

## Tassonomia
Comprende le seguenti sottospecie:
- C. leonardi leonardi Emery, 1889
- C. leonardi gracilentus Viehmeyer, 1916
- C. leonardi griseus Karavaiev, 1929